# Monte Titoli
Monte Titoli S.p.A., anche nota col suo nome commerciale Euronext Securities Milan, è una società del gruppo Euronext. È il deposito centrale dei titoli italiano con funzioni di custodia dei medesimi.
A oggi, Monte Titoli S.p.A. gestisce un patrimonio di 3,8 trilioni di euro e svolge attività di pre-collocamento, collocamento e custodia titoli oltre ad erogare servizi di amministrazione accentrata su azioni nazionali e transfrontaliere. Si occupa, infine, dei servizi di emissione per clienti nazionali ed internazionali.
Nel 2015, Monte Titoli S.p.A. è stato il primo e più grande deposito centrale a completare la migrazione alla piattaforma TARGET2-Securities (T2S) della Banca centrale europea per le compravendite transfrontaliere, nella quale oggi è pienamente operativo.
Alessio Mottola ne è direttore generale e amministratore delegato da Marzo 2024.

## Storia
È nato nel 1978, su impulso della Banca d'Italia e delle banche italiane insieme agli agenti di cambio, per avere un deposito unico degli strumenti finanziari di diritto italiano. Ciò permetteva di non dovere più scambiare materialmente tali titoli durante le transazioni ma semplicemente registrare presso Monte Titoli il passaggio di proprietà. L'attività vera e propria inizia nel 1981 con l'immobilizzazione dei primi titoli azionari.
Dal 1986, con la legge 289, diventa il depositario unico di tutti gli strumenti finanziari italiani, compresi, dal 2000, i Titoli di Stato. Cioè tutti i titoli emessi secondo il diritto italiano vanno fisicamente depositati presso Monte Titoli.
Ciò ha permesso la realizzazione tra il 1998 ed il 1999 della completa dematerializzazione dei titoli che cessano di essere certificati su carta per diventare registrazioni su computer. Infatti tutti i titoli di diritto italiano emessi dal 1999 sono pure registrazioni informatiche.
Il 6 dicembre 2002 Monte Titoli viene acquisito dal gruppo di Borsa Italiana.
Dal 2003 al 2015, Monte Titoli S.p.A. ha gestito anche Express II, la piattaforma unica per la gestione dei processi di liquidazione su base netta e lorda. Il sistema è stato dismesso il 31 agosto 2015 in concomitanza con la migrazione della piazza finanziaria italiana alla nuova piattaforma di regolamento titoli T2S.
Nel 2022 Euronext ha acquisito anche la componente tecnologica di Monte Titoli, fino ad allora gestita esternamente da SIA poi Nexi.

### Esplicative
1. ↑  Il provvedimento è stato abrogato dall'art. 214 del  DECRETO LEGISLATIVO 24 febbraio 1998, n. 58, su Normattiva. URL consultato il 21 gennaio 2024.

### Bibliografiche
1. ↑   Milan | euronext.com, su www.euronext.com. URL consultato il 15 giugno 2022.
2. ↑  lseg.it, “Monte Titoli – Chi siamo” (http://www.lseg.com/chi-siamo Archiviato il 5 luglio 2017 in Internet Archive.)
3. ↑   Borsa, Italia sulla piattaforma Ue: commissioni di regolamento giù del 90%, su la Repubblica, 30 agosto 2015. URL consultato il 18 novembre 2022.
4. ↑   LEGGE 19 giugno 1986, n. 289 - Normattiva, su normattiva.it. URL consultato il 21 gennaio 2024.
5. ↑   Glossario Finanziario - Borsa Italiana, su www.borsaitaliana.it. URL consultato il 18 novembre 2022.
6. ↑   Borsa: Nexi vende a Euronext la componente tecnologica che gestisce l'operatività di MTS, su FIRSTonline, 14 giugno 2022. URL consultato il 15 giugno 2022.